# Южный берег Крыма
Ю́жный бе́рег Кры́ма (Южнобережье; ЮБК/ крымскотат. Qırımnıñ Yalı Boyu/Къырымнынъ Ялы Бойю; укр. Півде́нне узбере́жжя Кри́му) — одна из важнейших и наиболее популярных в бывшем СССР приморских зон курортного лечения, отдыха и туризма; включает города-курорты Алупка, Ялта, Алушта, Судак и многочисленные курортные посёлки и курортные местности.

## Рельеф
Занимает полосу черноморского побережья Крыма на южном склоне Главного хребта Крымских гор от мыса Айя на западе до массива Карадаг на востоке протяжённостью около 150—180 км и шириной 2—8 км. Занимает территории Севастополя (частично), Ялтинского, Алуштинского, Судакского и частично Феодосийского регионов Крыма. Отличительной климатической особенностью региона является то, что здесь господствует субтропический средиземноморский климат сухого, полусухого и полувлажного типов в зависимости от господствующих ветров и высоты над уровнем моря. Особенности климата, рельефа и ландшафта Южнобережья позволяют охарактеризовать его как Крымское субсредиземноморье. По причине ярко выраженного географического, климатического и хозяйственного отличия от остальной территории полуострова, история Южного берега Крыма также имела политические и этнографические отличия, которые отчасти сохраняются до наших дней.

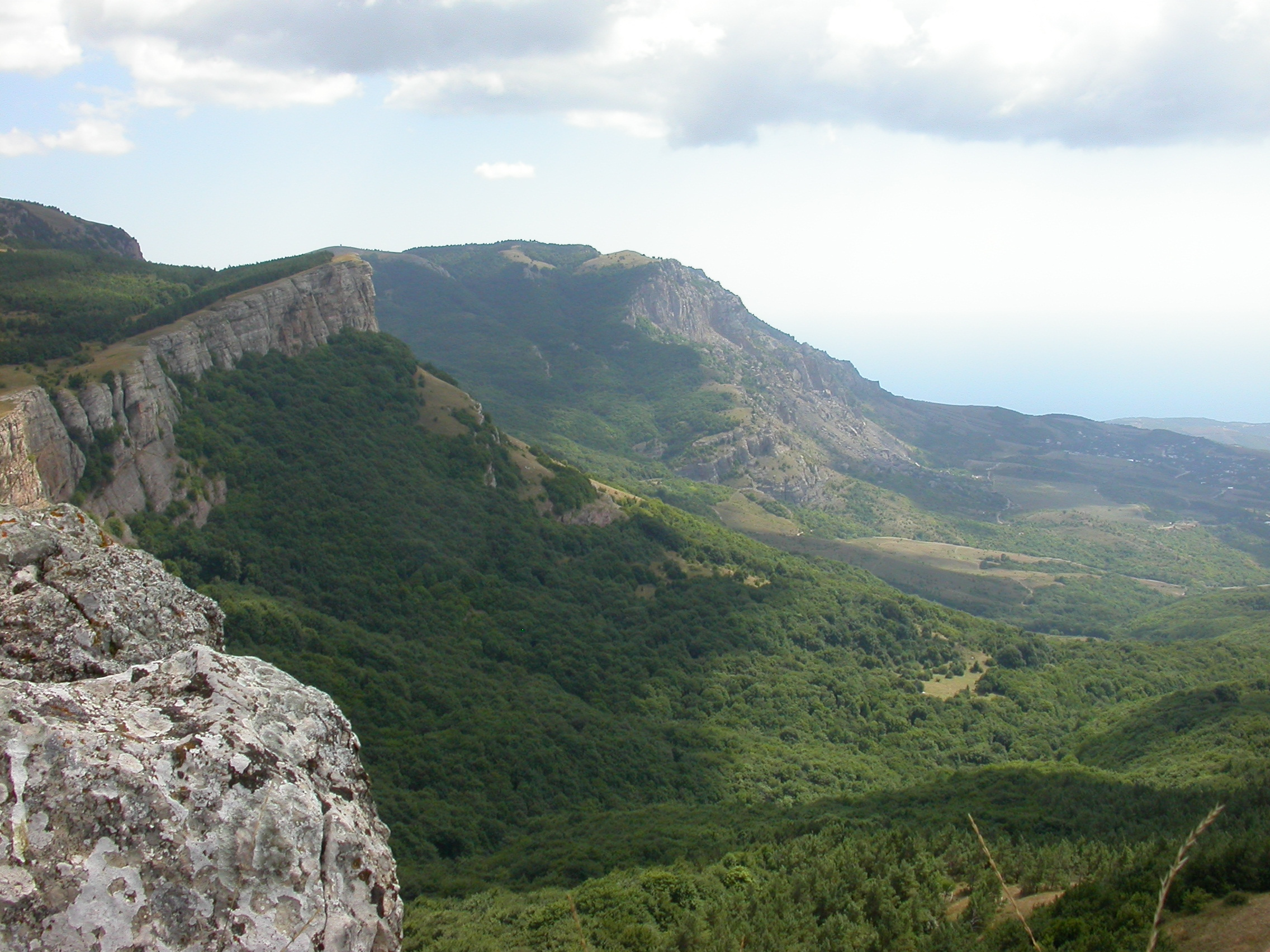
Уступ яйлы у Алушты

Площадь этой узкой полосы составляет порядка 1255 км² или около 18 % территории горного Крыма. Пологохолмистая поверхность, сложенная глинистыми сланцами и известняками; Южный Берег Крыма ограничен с севера крутым уступом Яйлы — главной гряды Крымских гор (который зимой защищает от холодных ветров с севера), круто обрывающейся к морю на большей своей части — на 80-километровом участке от мыса Айя до Алушты (этот район — в узком смысле — обычно и называют собственно ЮБК). Участок от Алушты до Феодосии относят к так называемому Юго-Восточному побережью Крыма. Здесь горы отступают от моря на 10—12 км, а климат становится более засушливым, местами полупустынным. В районе Гурзуфа — своеобразная куполовидной формы гора-лакколит Аюдаг (Медведь-гора), близ Коктебеля — древний вулканический массив Карадаг. К востоку от Алушты Главная гряда Крымских гор становится ниже, начинает отступать от береговой полосы. Местность между Алуштой и Судаком пересечённая, чередуются выступающие далеко в море небольшие платообразные горные массивы и котловины, спускающиеся к морю галечными пляжами.

## Гидрография
Между мысами Айя и Планерным, которыми принято ограничивать территорию ЮБК, в Чёрное море впадают около 15 горных рек длиной свыше 5 км и ещё 64 речки, длины которых менее 5 км, но в сумме более 100 км. В западной трети ЮБК реки коротки и мелководны. В более увлажнённой срединной части между Мисхором и Алуштой их водность повышается, в том числе и за счёт карстовых родников (р. Хаста-Баш). За редкими исключениями, реки восточной части Южнобережья более длинны, но при этом маловодны и в летне-осенний период часто пересыхают, что затрудняет экономическое развитие этой части Крыма. Тем не менее, из-за горного рельефа все реки ЮБК селеопасны в период ливней. Короткие горные реки имеют большое падение и часто формируют водопады: Улу-Узень с Головинским водопадом, Биюк-Узень с водопадом Джур-Джур, р. Судак и др.

## Океанография
В Чёрном море у ЮБК наблюдаются длиннопериодные волновые течения высокой степени изменчивости. Глубины нарастают очень быстро, в особенности на участке между Ялтой и Алуштой.

## Климат
Основной природный лечебный фактор — субтропический климат средиземноморского типа, хотя даже на таком относительно коротком участке он весьма неоднороден и распадается на несколько подзон: полувлажную, полусухую и сухую. Подобный тип климата помогают поддерживать Крымские горы, защищающие южную полосу от вторжения холодных масс воздуха с севера. Положительные температуры круглый год также помогает поддерживать и тёплое Крымское течение в Чёрном море. Оно направлено против часовой стрелки в рамках ОЧТ и является продолжением тёплого кавказского течения.
Зима мягкая, дождливая. Количество осадков над ЮБК в холодный период, как и в Средиземноморье, превышает их количество в тёплый период. Средняя температура января на участке от Фороса до Алушты составляет +4…+5 °C, дневная температура +7…+8 °C; в любой зимний месяц нередки дни с температурой +15…+20 °C. Самым тёплым местом ЮБК и всего Крыма является территория от Мисхора до Ялты (то есть Кореиз, Гаспра, Курпаты, Ореанда, Ливадия и Ялта) со среднеянварской температурой +5 °C и числом морозных дней (как правило ночей) — 23 в год. Примерно раз в 5-15 лет с приходом холодных арктических циклонов, когда температура опускается ниже -10, возникают суровые для субтропического климата зимы. Суровые зимы в ЮБК случались в 1910/11, 1928/29, 1939/40, 1949/50, 1953/54, 1984/85, 2005/2006 и 2011/2012 гг., тогда средняя температура за месяц (январь или февраль) составляла [+0,2 °С], [-0,3 °С], [-1,0 °С] и ниже. Относительно высокую температуру воздуха зимой помогает поддерживать теплоёмкая акватория Чёрного моря, температура воды которого в январе-феврале держится на уровне +8…+10 °C. Среднегодовая температура от Мисхора до Ялты составляет +13,9…+14,3 °C. В Алупке среднегодовая температура составляет +13,6 °C, в Симеизе +13,5 °C, а в Гурзуфе +13,4 °C. Зимой на Южном берегу Крыма морозы бывают обычно редко и кратковременно, а зима сопровождается максимумом осадков (дождя и мокрого снега) — основная часть годовой суммы осадков выпадает в ноябре-марте (400 мм; в апреле—октябре — меньше 240 мм; среднее количество осадков — порядка 600 мм/год). Относительная влажность 70—75 %. Преобладает пасмурная погода. Возможны дни с сильным (15 м/с) восточным ветром, штормом.
По зоне морозостойкости USDA от Ялты до Берегового переходная зона 8b/9а до 100м н.у.м., в Форосе и от Никиты до Алушты зона 8а/8b, в Судаке зона 7а/7b.
Весной наблюдается преимущественно неустойчивая, ветреная погода. Заморозки возможны до конца марта. Средняя дневная температура апреля +17 °C. Относительная влажность 69 %. Весной заметно теплее на участке от Мисхора до Ялты — в этих местах море прогревается быстрее, так как приходит тепло пустынь юго-востока.
Лето продолжительное (почти 6 месяцев), солнечное, сухое (жаркое). Курортный сезон длится с начала мая по конец октября — то есть столько же, как в аналогичных по климату и широте регионах Средиземноморья (Лазурный берег Франции, Монако, Лигурийское побережье Италии). Средняя температура июля и августа около +25…+27 °C, в дневные часы +30 °C (абсолютный максимум +39 °C, в последние годы — и более; в среднем 170—180 суток в году средняя суточная температура выше +15 °C). Жара смягчается морскими бризами. Осадки выпадают чаще в виде ливней; среднее число дней в июле с осадками — 7, с грозами — 5. Относительная влажность около 55 %. Купания с 20-х чисел мая до конца октября; температура поверхностных слоёв морской воды у побережья в январе—феврале — +8…+10 °C, в июле—августе — до +27 °C, однако возможны резкие снижения температуры — до +12…+18 °C при апвеллингах (иногда северные ветры сгоняют тёплую поверхностную воду, в результате чего температура воды у берега резко понижается на 10 °C и более — с последующим медленным повышением).
Осень тёплая, сухая и солнечная. Средняя среднесуточная температура в октябре — +16 °C, дневная температура — около +20 °C. Купальный сезон заканчивается в 20-х числах октября. В сентябре, как и в августе, также небольшое число осадков. Относительная влажность 55-60 %. Первые заморозки — в конце ноября. Также становится заметно, что осенью и зимой теплее всего на участке от Берегового до Ялты — в этих местах море остывает медленнее и долго отдаёт своё тепло, а надёжная защита из гор сдерживает степной холод с севера.
Число часов солнечного сияния 2250—2380 в год. Впрочем, наличие в воздухе частиц морских солей снижает солнечную радиацию, за исключением весеннего периода, когда воздух наиболее прозрачен, а испарение с поверхности охлаждённого за зиму моря минимально.
Особенности климата восточной части Южного берега Крыма — более жаркая и сухая погода летом, меньшая относительная влажность осенью (53 % в Судаке в сентябре), более холодные зимние месяцы. Ввиду минимального количества осадков (около 200 мм в год) здесь фактически господствует климат субтропической полупустыни, сходный с Туркменистаном и Узбекистаном.
К востоку от Алушты и к западу от Фороса, равно как и на высотах выше 300 м над уровнем моря в пределах этой зоны, средняя температура января падает ниже +2 °C и местная флора быстро утрачивает субтропические черты, хотя здесь по-прежнему можно выращивать теплолюбивые культуры умеренно тёплых (переходных к субтропическим) широт (персики, абрикосы, хурма и так далее). Гранат, к примеру, можно сажать и в Судаке. А инжир довольно хорошо приживается и в степном Крыму.

## Флора

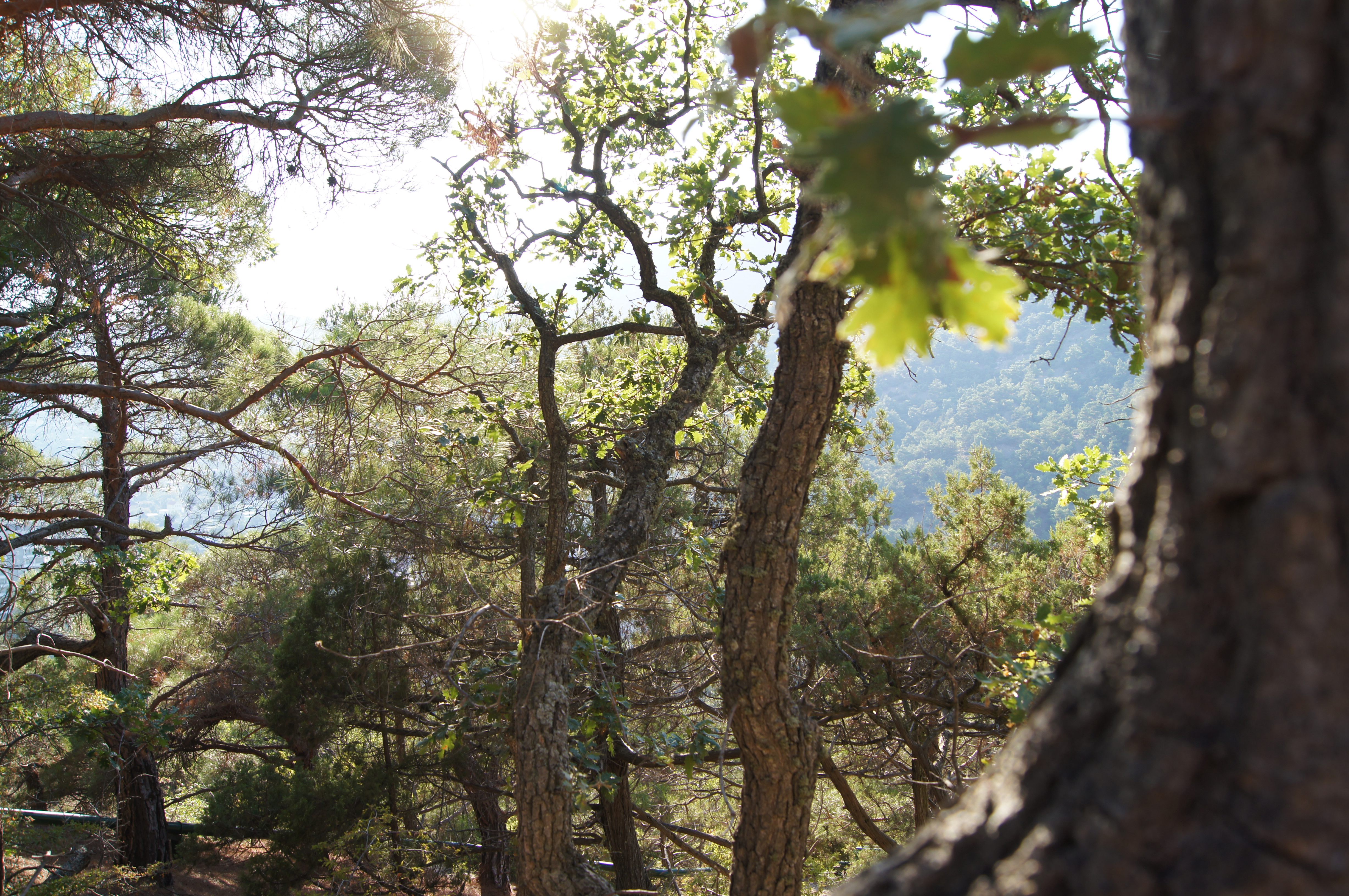
Сосны и можжевельник, Новый Свет

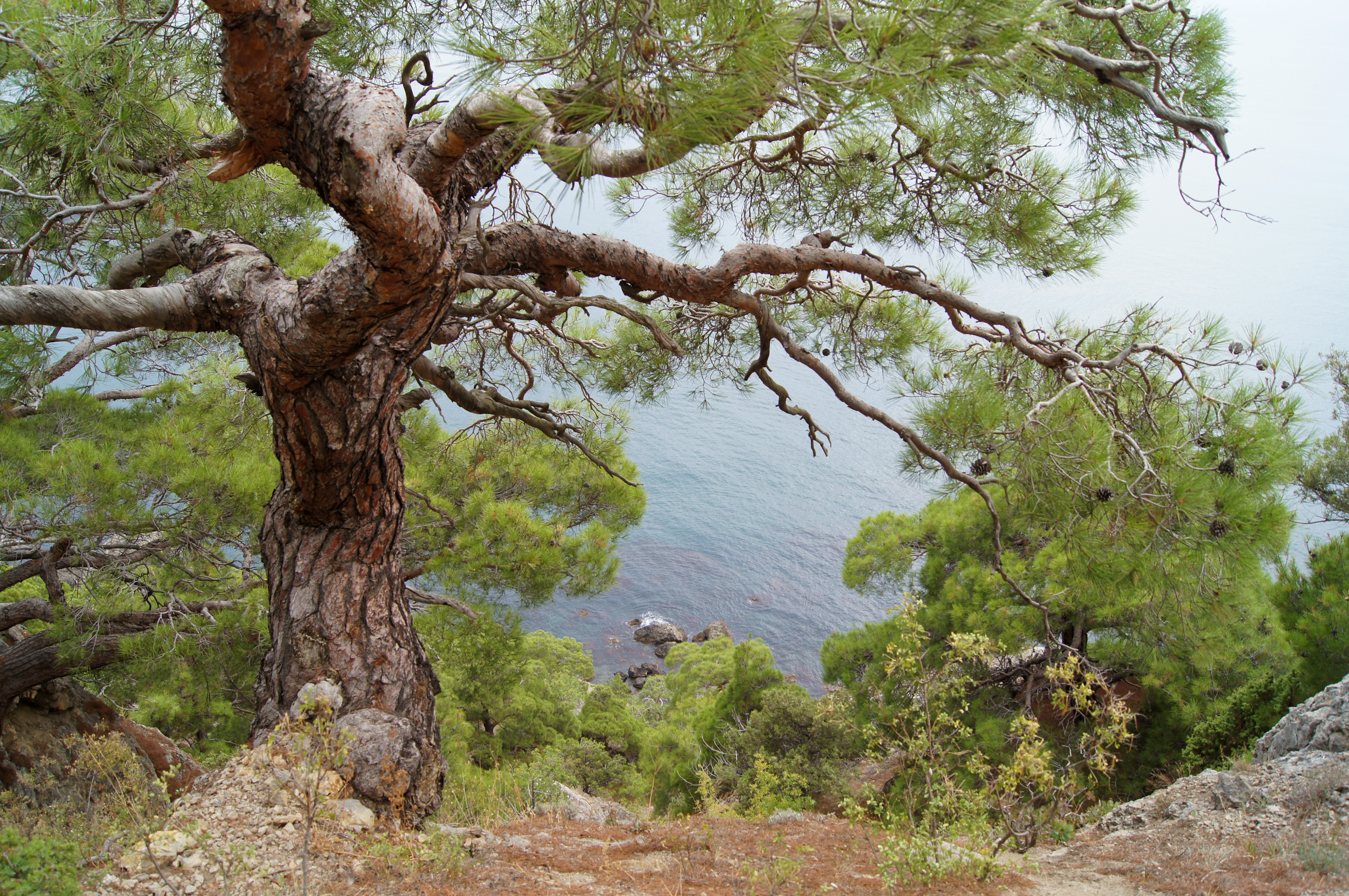
Сосна турецкая, Караул-Оба

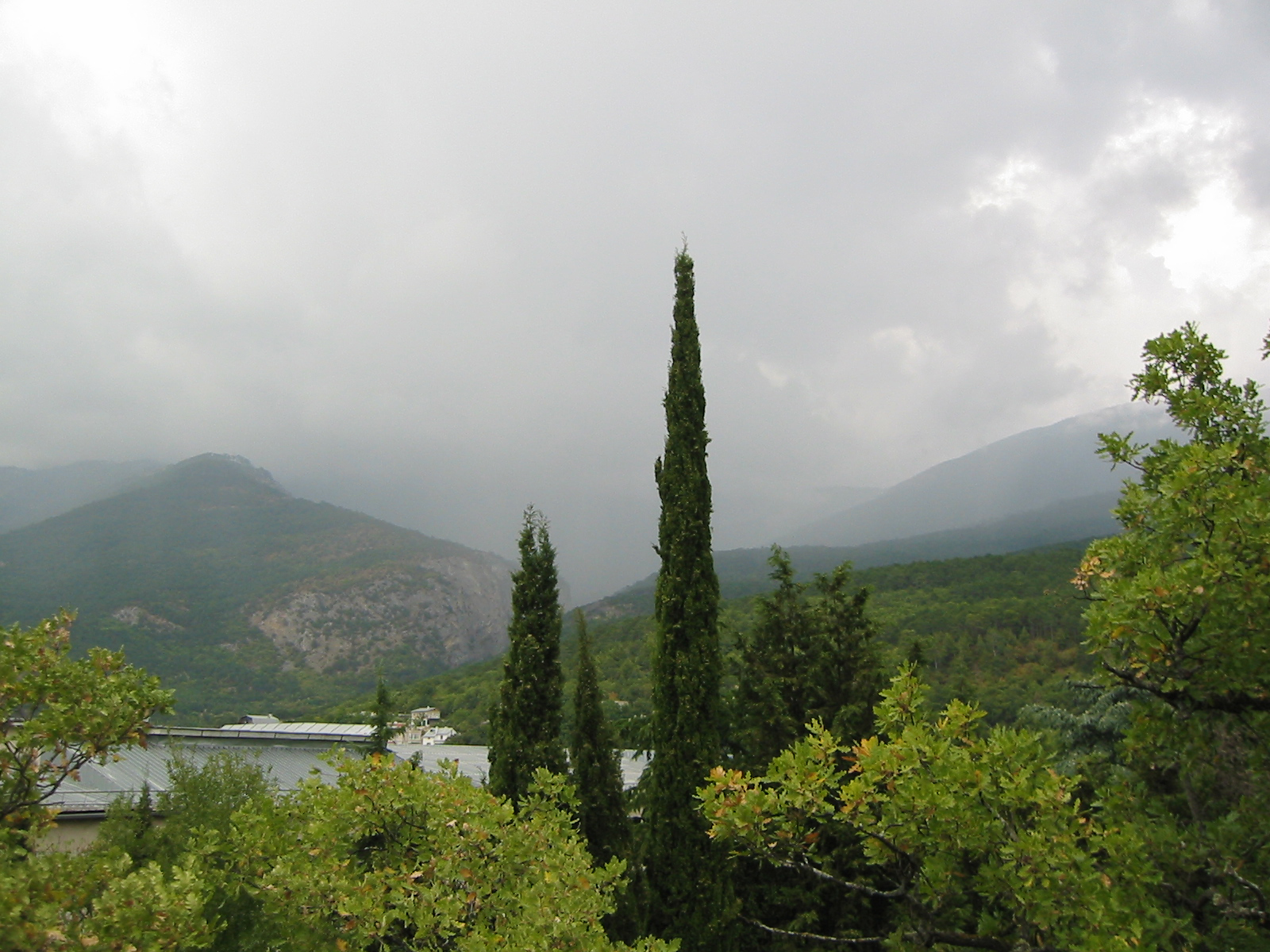
Кипарисы, Массандра

Для Южного берега Крыма характерно необычайное разнообразие растительности: здесь произрастает свыше 1500 видов растений, из которых более 1000 являются интродуцентами последних двух столетий. Около 70 % видов на высотах до 200 м выше уровня моря относятся к средиземноморскому типу, который также делится на довольно малочисленные автохтонные и многочисленные завезённые виды (интродуценты). К местным автохтонам, составляющим своеобразный, и самый северный в мире, дизъюнктивный рефугиум средиземноморского типа, относятся лишь несколько видов: ладанник крымский, можжевельник высокий, земляничник мелкоплодный и дикая крымская фисташка туполистная (квевовое дерево), образующие местами маквис, а также комперия Компера. Немало растений завезли в Крым древние греки в ходе греческой колонизации Северного Причерноморья. К ранним интродуцентам относятся оливковое дерево, грецкий орех, инжир, кипарисы, лавр, розмарин.
Ландшафт Южного берега Крыма в настоящее время в большей мере определяется декоративными, в том числе экзотическими, садово-парковыми насаждениями: распространены гималайский и ливанский кедры, 47 видов кипарисов, лавровишни, магнолии, плющ; культивируются груши (в том числе дюшес, бергамот), абрикосы, персики, хурма, гранаты, мушмула, артишок испанский. В формировании зелёных изгородей принимают участие различные виды лавра, самшит, падуб и так далее. Среди лиан, обычных в полувлажной части ЮБК, представлены автохтон плющ крымский, завезённая пуэрария лопастная (кудзу).
Произрастает также завезённый из Калифорнии секвойядендрон гигантский. Особенно часто встречается инжир (он же фиговое дерево или смоква), представленный 300-ми сортами, активно размножающийся самосевом и выступающий местами как сорное растение. Самостоятельно уже давно размножаются и многие другие пришельцы: южноамериканский кактус опунция, китайский айлант, канадская робиния (белая акация), итальянская гледичия, альбиция и др. Обширны виноградники; растут калифорнийское мамонтово дерево, испанский дрок и тому подобные. Цветение различных видов растений наблюдается в Крыму круглый год: раньше всех (уже в январе) зацветает миндаль, в феврале — один из видов магнолии, затем — багряник, элегантная павловния («принцессово дерево»), каштан, тюльпановое дерево, мирт, олеандр, гардения, альбиция, эритрина, бругмансия и так далее. Характерной особенностью ЮБК является наличие зимнецветущих растений: поздней осенью зацветают японская камелия, химонантус и анютины глазки. Некоторые виды и их сорта, такие так глициния, цветут по 2—3 раза в год.
На ЮБК также встречается довольно много ядовитых растений, среди который выделяется настоящий великан — тис ягодный.
На Южном берегу также успешно акклиматизированы и некоторые пальмы: трахикарпус Форчуна (китайская веерная пальма), хамеропс низкий, вашингтония, финиковая пальма и др. В холодные зимы такие виды как бугенвиллия, агава, финиковая пальма, финик канарский, капустная пальма, юбея чилийская, нуждаются в защите. Ряд растений, к примеру банан, хотя и не успевают дать зрелые плоды, но сохраняют корневую точку роста в грунте даже после повреждения листьев морозами. К наиболее морозоустойчивым видам относятся юкка и бамбук.
За пределами санаториев и парков, с их целенаправленно эстетическим подходом к ведению лесного хозяйства, на высотах до 400 м выше уровня моря преобладает шибляк — низкорослое листопадно-вечнозелёное редколесье, возникшее порослевым путём на месте настоящих лесов субсредиземноморья, которые были уничтожены людьми в ходе систематических вырубок и выпаса скота. В составе шибляка преобладают дуб пушистый и грабинник, разные видов шиповника — собачий, турецкий и другие, также держи-дерево, иглица. Имеются участки первичной и вторичной фриганы, которые формируют ксероморфные, часто сильно пахучие полукустарники из родов тимьян, лаванда, шалфей, розмарин, молочай, также разные виды астрагала, аспарагуса, цмина, дрока и другие. В полуодичавшем виде встречается и интродуцированный кактус опунция индийская, плоды и листья которого съедобны.
Прибрежные хребты и холмы покрыты густой кустарниковой и древесной растительностью: дубово-можжевеловые леса с подлеском из вечнозелёных и листопадных кустарников на склонах переходят в леса из бука, дуба, крымской сосны, а на горных плато господствуют травянистые степи. Особую ароматерапевтическую ценность представляют сосновые леса ЮБК, составляющие около 13 % площади лесного фонда этого региона. В нижнем лесном поясе при этом доминируют сосна крымская и сосна пицундская, а в верхнем — сосна Коха и сосна обыкновенная. Сосна Станкевича (пицундская) является эндемиком Крыма и её лес взят под охрану в районе Нового Света. Встречается и декоративная сосна-пиния с зонтичной кроной. Высотная поясность делает возможным появление в верхних ярусах гор ЮБК и более северных видов: берёза повислая, костяника, таёжная грушанка. Широкие котловины использованы под виноградники.

## Фауна
Животный мир Южного побережья Крыма не отличается таким разнообразием как растительный. К примеру, в настоящее время из крупных млекопитающих здесь есть лишь крымский подвид благородных оленей, косуль и муфлонов, которые населяют горные леса. Крупные хищники отсутствуют, хотя в XIX веке в горах водились волки.
Из млекопитающих животных на Южном берегу обычны лишь землеройки, белки, ежи, зайцы, кролики, лисицы, мыши, грызуны и некоторые виды летучих мышей. Среди пернатых на Южном берегу особенно многочисленен дикий голубь вяхирь, также дрозды, зяблик, зеленушка, серая ворона, хохлатый жаворонок, ворон, сокол-пустельга и другие. В 1970-х годах через Ангарский перевал в Алушту проникла сорока, начавшая гнездиться на ЮБК к началу 1980-х. На отвесных скалах свои колонии формируют городские ласточки, белобрюхие стрижи, а на скалах и строениях у самого моря активно селятся чайки-хохотуньи.
Из членистоногих на ЮБК обитают крымский скорпион, паук-каракурт, тарантул, сольпуга, пресноводный краб. На южном берегу обитает и ядовитая кольчатая сколопендра (Scolopendra cingulata), достигающая 10 см в длину. Из насекомых примечательны киммерийская жужелица, крупный богомол, эмбия; К редким, краснокнижным видам относятся бражник мертвая голова, олеандровый бражник, турун крымский, усач альпийский. Самым крупным представителем равнокрылых Крыма является цикада обыкновенная, личинки которой проводят в земле 4 года. Из-за относительной маловодности ЮБК, здесь немногочисленны стрекозы и комары, зато есть москиты, личинки которых развиваются во влажной почве. Из пресмыкающихся выделяется желтопузик, также интересен голопалый геккон Данилевского.

## История
Своеобразие рельефа Крымского полуострова на всех этапах его истории приводили к своеобразию исторического и этнографического развития разных его частей. Особенно это касалось Южного берега Крыма, которого от евразийских степей ограждают Крымские горы.
Галечные индустрии олдувайских стоянок Южного берега Крыма типа Эчки-Дага, Гаспры, Ай-Петри, Мыса Маячный (близ Севастополя) и других подобных в Крыму относятся к интервалу между Дунай-Гюнцем и Гюнц-Минделем.
В I—II веках до н. э., когда степной и предгорный Крым контролировали пришедшие с севера скифы, на Южном берегу Крыма нашли своё пристанище автохтонные тавры, вошедшие в более тесный контакт с античными древнегреческой, а затем и с древнеримской цивилизациями. Римский военный лагерь с греческим названием Харакс просуществовал на Южном берегу Крыма до 244 года. На Южном берегу Крыма до наших дней сохранились другие греческие топонимы: Мисхор, Кореиз, Симеиз и др.. Судак был основан аланами, предположительно, в 212 году. В Средние века город называли Сугде́я и Солдайя.
К концу VI века греки восстанавливают контроль над Южнобережьем в рамках Византийской империи: по поручению Юстиниана к северу от Алушты в горах была построена крепостная стена для защиты Южного берега Крыма от степных кочевников, проникавших через горные перевалы.
«Житие святого Стефана Сурожского» описывает взятие Сурожа в конце VIII или в начале IX века русами князя Бравлина.
После 1185 года и особенно после 1204 года, хозяйственная жизнь на Южном берегу Крыма перешла под контроль Венеции, которую вскоре сменила Генуя. Политико-административной властью на Южном берегу Крыма, который включала в себя так называемая Ператия, в 1204—1223 годах заведовала Трапезундская империя, затем она перешла в руки местных греко-православных князей, сформировавших княжество Феодоро. В средние века экономика и торговля Южного берега Крыма попали под контроль генуэзской талассократической республики. В 1340-х годах кафинские генуэзцы отняли «без сопротивления у гордых, беспечных и несогласных между собою» греческих князей важный порт Ямболи (ныне Балаклава). Основная роль, отводившаяся новой крепости, состояла в ограничении торговой и политической деятельности греко-православных князей Феодоро, закрепившихся в предгорной западной части полуострова. К середине XIV века греко-православное княжество Феодоро утрачивает политико-административный контроль над Южным берегом Крыма. В 1475 и генуэзские владения, и остатки Феодоро были покорены османами. В 1475—1588 годах Южный берег Крыма включил в свой в состав Кефинский санджак Османской империи, с 1588 по 1775 — Кефинский эялет.

## Этнический состав населения

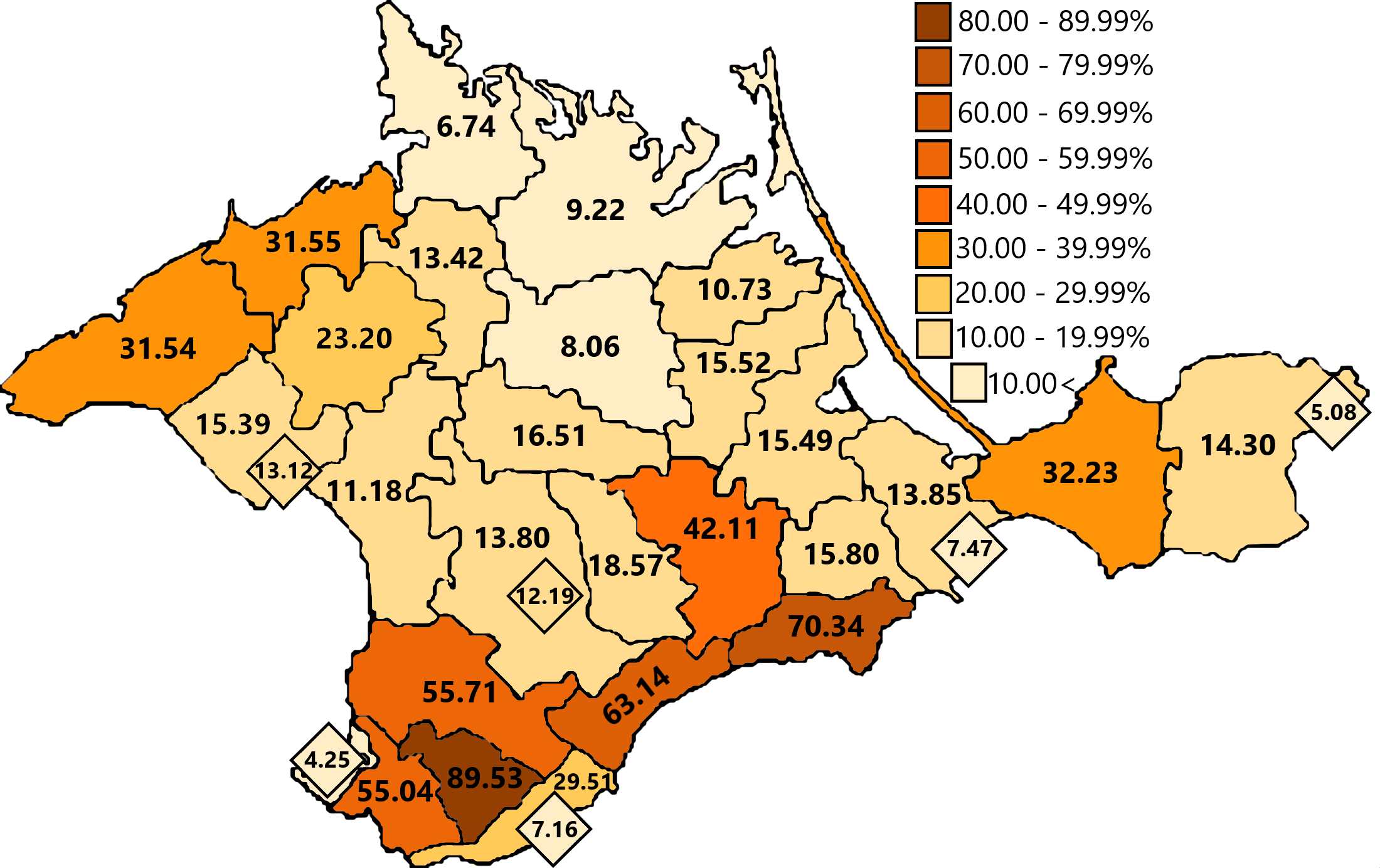
Доля крымских татар в населении районов Крыма по материалам всесоюзной переписи населения 1939 года

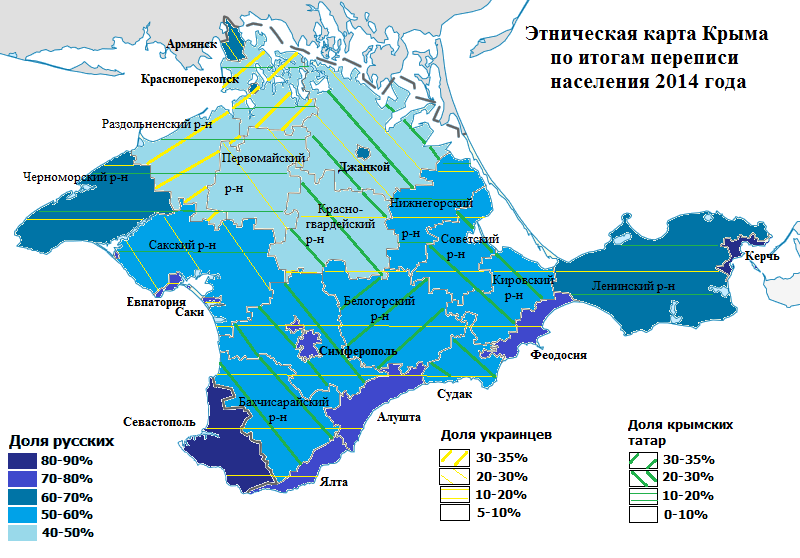
На фоне остальных регионов Крыма современное южнобережье выделяется повышенной долей славянского населения. Данные переписи населения 2014 года

После 1475 года ЮБК был включён в состав собственно Османской империи. Последний фактор предопределил диалектную раздроблённость крымскотатарских диалектов: южнобережный диалект был близок турецкому языку, в то время как горные и степные диалекты имеют кыпчакскую основу. Кроме этого, на Южном берегу дольше сохранялись остатки средневекового христианского населения. Южнобережные земли домена османского султана, на которых проживало христианское население, находились вне юрисдикции крымских ханов. Татарам даже было запрещено на них селиться. Длительный административный раздел полуострова на собственно османскую и автономную крымскую части обусловил различный этногенез и различную языковую типологию северных и южных групп крымских тюрок. К XVII веку население ЮБК состояло в основном из новоприбывших турок-мусульман, а также итальянцев, армян, греков, готов, которые со временем тюркизировались. Несмотря на языковую тюркизацию, часть этих народов сохранила христианское вероисповедание.
В состав получившего независимость Крымского ханства Южный берег входил 9 лет (1774—1783) по настоянию Российской империи. Она же затем и присоединила его вместе со всем Крымом. С 1774 по 1946 год Южный берег, опять же по причине своей географической изоляции, получил относительно небольшое количество иммигрантов из материковой России и других европейских стран (Германии, Италии). Вплоть до массовой депортации ряда народов Крыма 1946 года доля татар в его населении была значительной. После депортации Южный берег стал домом для десятков тысяч прибывших из других областей России, а также северян. В результате интенсивного роста южнобережных городов, цены на землю ЮБК возросли во много раз и большинство крымских татар предпочло осесть в более дешёвом степном и предгорном Крыму. В результате, в начале XXI доля русских и украинцев в южнобережных муниципалитетах превышает 90 % и часто оказывается значительно выше, чем в степных районах — ситуация прямо противоположная той, которая наблюдалась в XIX веке.

## Рекреационная деятельность
Южный берег Крыма получил известность как курортная зона с середины XIX века. По совету выдающегося клинициста С. П. Боткина Южный берег Крыма стал местом лечения для императрицы Марии Александровны, страдавшей туберкулёзом. В 1899 году по инициативе княгини Марии Барятинской на участке, пожалованном Николаем II, была заложена «Ялтинская санатория в память Императора Александра III» — первый в Европе противотуберкулёзный санаторий.
Тропы здоровья (по аналогии с немецкими терренкурами) были проложены в Крыму также по рекомендации С. П. Боткина. По приказу царя Николая II, в 1900—1901 годах в крымской Ливадии была построена «горизонтальная дорожка» длиной в 6580 м на высоте 140 м над уровнем моря. Царскую тропу называют ещё тропой здоровья, где действуют практически все лечебные факторы субтропического климата курорта. По ней совершали путешествия три русских императора: Александр II, Александр III, Николай II. Для них специально были оборудованы смотровые площадки на горе Пендикюль. Боткинская тропа была проложена членами Ялтинского отделения Крымско-Кавказского горного клуба в 1901—1902 годах, уже после смерти знаменитого врача С. П. Боткина, впервые высоко оценившего целебные свойства климата Южного берега Крыма. Петляя по горному лесу, она поднимается на скалу Ставри-Кая (760 м над уровнем моря), откуда открывается неповторимая панорама Ялты и её окрестностей.
Благодаря популярности у аристократии Российской империи в конце XIX — начале XX веков здесь велось интенсивное строительство летних дворцов и вилл, из которых наиболее известны Ливадийский, Массандровский, Воронцовский, Юсуповский дворцы и Дюльбер.

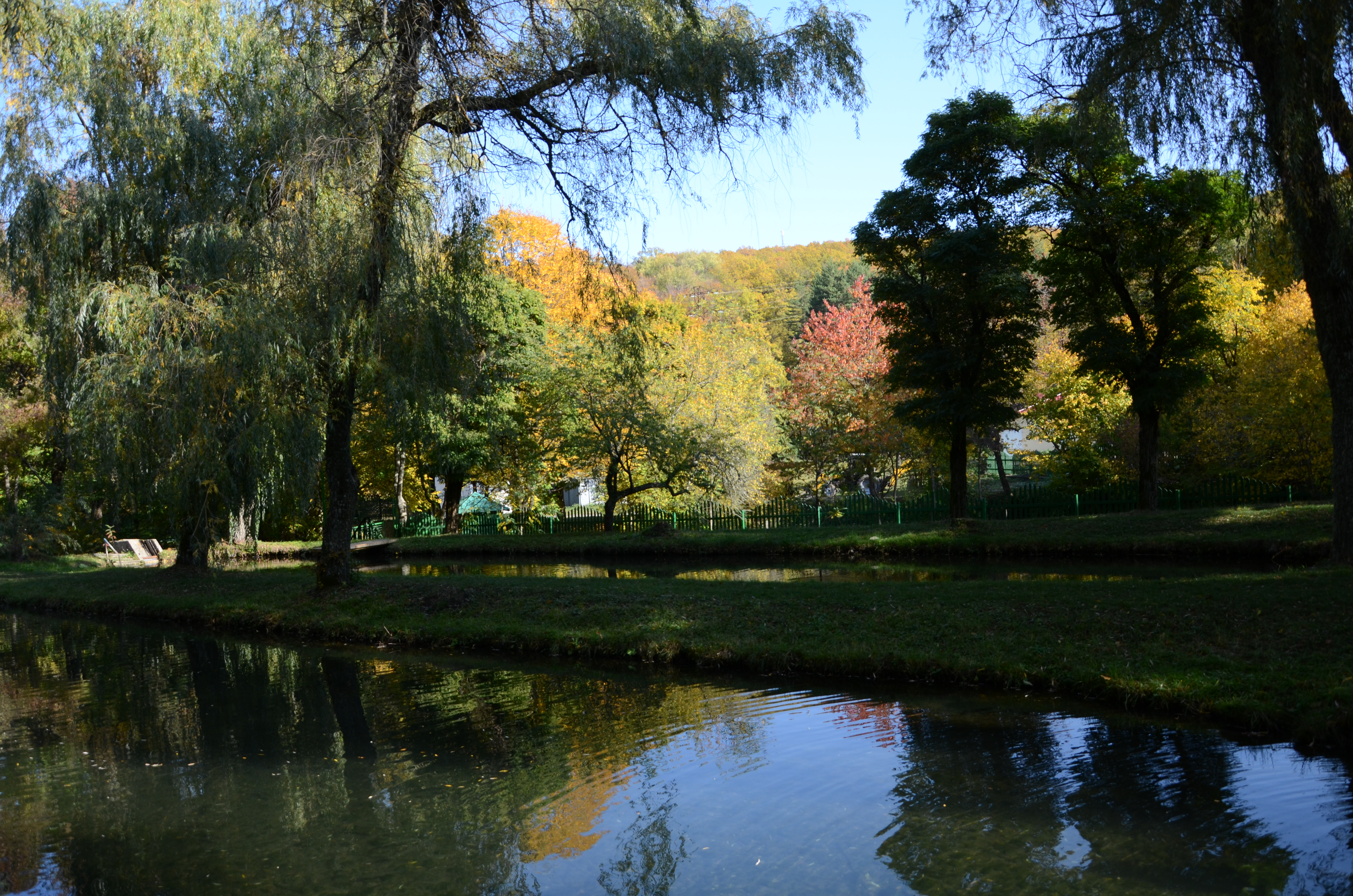
Алуштинский заповедник — одно из самых красивых мест Южного берега

## Курорты
Южнобережная курортная зона Крыма — курортный регион, — в который входят с северо-востока на юго-запад и запад города
(в скобках — посёлки и курортные местности):
Судак (Коктебель, Крымское Приморье (в 20 и 29 км к юго-западу от ж/д станции Феодосия), Новый Свет и Морское), Алушта (Канака, Рыбачье, Малореченское, Карасан (Утёс) и Партенит), Ялта, и Алупка (Шевченково, бывш. Алупка-Сара), и курортные посёлки {каковые практически все, вместе с Алупкой, входят в адм.-терр. подчинение Большой Ялты}:
 Гурзуф (и Артек), Долоссы, Ливадия (Ореанда; Горная здравница, бывш. Эреклик), Гаспра, Кореиз (Мисхор), и Симеиз (Голубой Залив, Понизовка, Парковое, Кастрополь), Форос (Меллас (Мухалатка)), Батилиман (+ Ласпи; в 3 км к юго-востоку от Севастополя; на мысе Айя) и др.

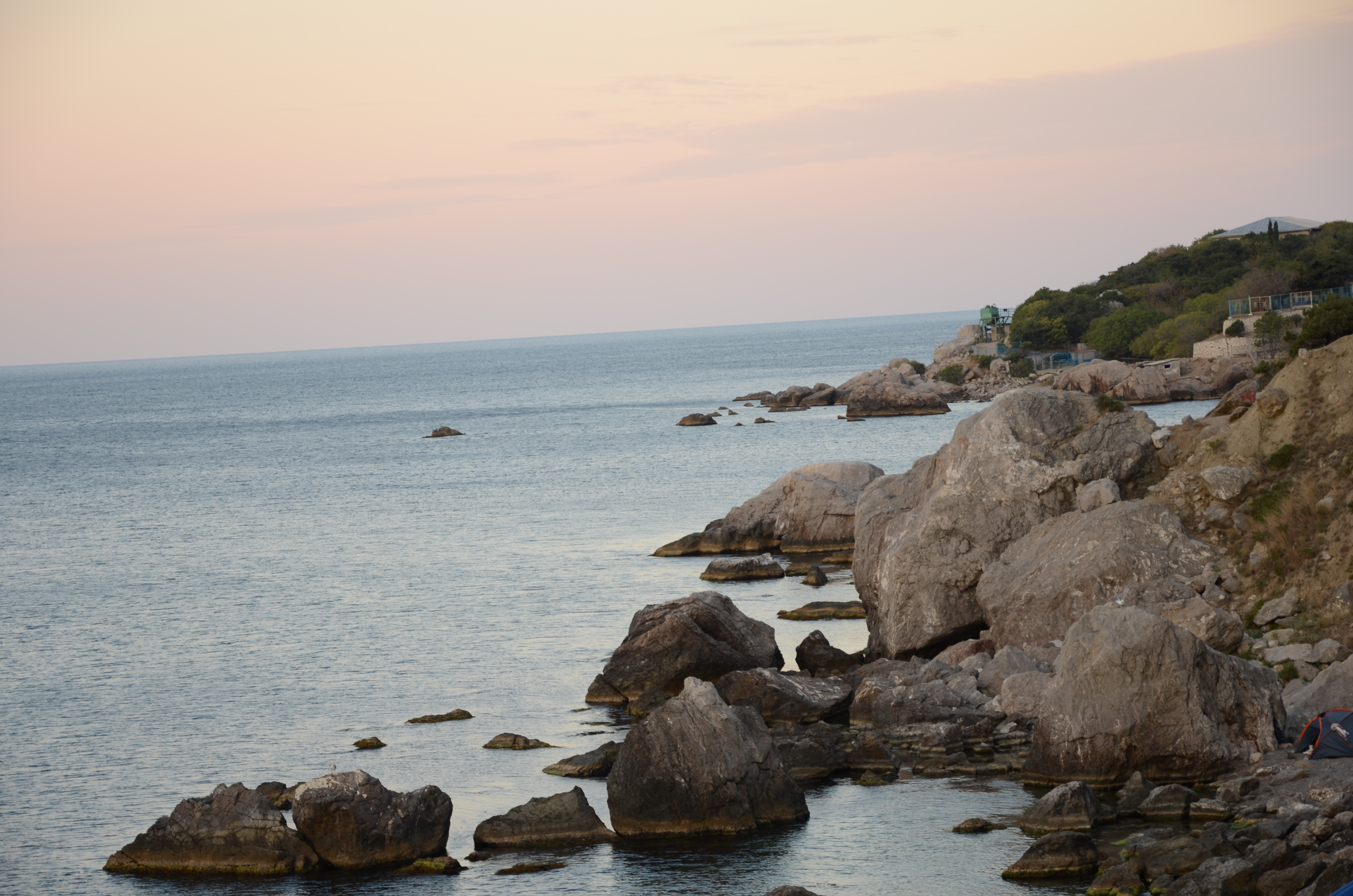
Батилиман, один из самых популярных курортов Южного берега Крыма

Для лечения на Южном берегу показаны главным образом хронические специфические (туберкулёз) и неспецифические (хронический бронхит, хроническая пневмония, бронхиальная астма) заболевания органов дыхания; а также сердечно-сосудистой и нервной систем — нейроциркуляторная дистония, начальные стадии гипертонической болезни и сосудистых заболеваний головного мозга; нарушения обмена веществ. Наряду с климато-талассотерапией проводятся также питьевое лечение заболеваний органов пищеварения мин. водой источника в курортной местности Мелас, виноградолечение (сентябрь-ноябрь).
 Курорты Южного берега Крыма расположены на сравнительно небольшом расстоянии друг от друга, однако, несмотря на общие черты, имеют и свои характерные особенности и даже в одной курортной местности микроклиматы порой различны. Это различие связано с рельефом местности, наличием или отсутствием лесопарковой зоны и более благоприятным наклоном территории к солнцу.
В Крымском НИИ физических методов лечения и медицинской климатотерапии им. И. М. Сеченова способом сравнительного анализа выявлено, что оздоровительный потенциал Крыма выше, чем у большинства зарубежных курортов. По комплексу климатических факторов курорты Южного берега Крыма наиболее близки к классическим морским курортам и курортам Лазурного берега. Но эти приморские зарубежные курорты развивались не как лечебные, а как рекреационные. 

## Транспорт
В самом начале XX века владелец Фороса инженер Г. К. Ушков предпринимает практические шаги для прокладки железной дороги вдоль Южного берега, из Севастополя в Ялту. Инженер Н. Г. Гарин-Михайловский предлагает более 80 проектов прокладки дороги, но планы нарушила русско-японская война 1905 года. В 1915 году проект был возрождён с новой силой: здесь появилось «Общество крымских железных дорог». На Южный берег даже завезли рельсы и шпалы, но строительству ж/д на этот раз помешала Революция и Гражданская война. K 1920 году рельсы и шпалы отвезли на Перекоп и по ним начали ходить белогвардейские бронепоезда. В результате, на современном ЮБК нет ж/д вокзалов и аэропортов, хотя расстояние до них (в Севастополе и Симферополе) относительно невелико. Транспортная инфраструктура представлена портами, фуникулёрами и современными автотрассами, проложенными в советское время по дореволюционным проектам.